# Holger Rosenkrantz (1517–1575)
Holger Ottesen Rosenkrantz, född 1517, död 1575, var en dansk hovman, bror till Erik och Jørgen Rosenkrantz. 
Rosenkrantz var 1543-48 hovmarskalk hos Kristian III och blev riksråd 1552, ståthållare i Jylland 1567 och marsk 1573.